# This Is Us
This Is Us, ou Notre vie au Québec, est une série télévisée américaine en 106 épisodes de 42 minutes créée par Dan Fogelman et diffusée entre le 20 septembre 2016 et le 24 mai 2022 sur le réseau NBC, et en simultané sur le réseau CTV au Canada.
En France, la série est diffusée en version originale sous-titrée depuis le 30 octobre 2016 sur Canal+ Séries , en version française depuis le 6 avril 2017 sur Canal+ . Elle est diffusée en clair depuis le 24 janvier 2018 sur 6ter et depuis le 30 avril 2020 sur M6.
En Suisse, elle est diffusée depuis le 22 septembre 2017 sur RTS Deux, et en Belgique depuis le 24 octobre 2017 sur RTL TVI. Au Québec, elle est diffusée à partir du 13 janvier 2018 sur ICI Radio-Canada Télé, et à partir du 6 mai 2018 sur ARTV.
La série a été nommée Meilleure série télévisée - Drame au 74e Golden Globe Awards et Meilleure série dramatique au 7th Critics' Choice Awards, désignée comme « programme de télévision de haut niveau » par l'American Film Institute.
Sterling K. Brown, l'un des acteurs principaux de la série, a été récompensé par un Emmy, un Golden Globe, un Critics' Choice et un NAACP Image Award pour son interprétation. Mandy Moore et Chrissy Metz ont été nommées aux Golden Globes du meilleur second rôle féminin. En 2017, la série a reçu dix nominations aux Emmy Awards, dont une nomination pour la meilleure série télévisée dramatique.

## Synopsis
Il y a statistiquement 18 millions d'êtres humains qui partagent le même jour d'anniversaire dans le monde. Mais il existe une famille, répartie entre New York et Los Angeles, dont quatre membres partagent la même date d'anniversaire.
La série suit la vie de deux frères et d'une sœur, Kevin, Randall et Kate (connus sous le nom de « Big Three »), ainsi que de leurs parents, Jack et Rebecca Pearson. L'action se déroule en 2016-2018 et utilise des flashbacks pour montrer la famille à divers moments du passé. Kevin et Kate, jumeaux issus d'une grossesse triple, nés en 1980 six semaines avant terme et le jour du 36e anniversaire de leur père Jack. Faisant face au drame d'avoir perdu l'un de leurs bébés, le destin veut qu'un bébé soit abandonné le jour même, et confié à cette maternité. C'est comme ça que Jack et Rebecca choisissent d'adopter cet enfant, au sein de leur famille blanche. Randall, un enfant afro-américain né le même jour et amené au même hôpital après son abandon par son père biologique devant une caserne de pompiers, devient le 3e Big Three des enfants Pearson.
La plupart des épisodes présentent un scénario se déroulant dans le présent (2016-2018, époque de la première diffusion) et un scénario situé à un moment déterminé du passé ; mais certains épisodes sont définis sur une période donnée ou utilisent plusieurs périodes de flashback. Les flashbacks se concentrent souvent sur Jack et Rebecca vers 1980, avant et après la naissance de leurs bébés, ou sur la famille lorsque les trois enfants sont âgés de 8 à 10 ans ou sont des adolescents. Ces scènes ont lieu généralement à Pittsburgh, où les enfants sont nés et ont grandi. Récemment, la série a fait un retour en arrière pour suivre la vie de nouveaux personnages, tels que l'enfant adoptif de Randall, Deja.
Adulte, Kate vit à Los Angeles, Randall et sa famille sont dans le New Jersey, et Kevin a déménagé de Los Angeles à New York. Randall est un brillant opérateur de marché de dérivés climatiques qui a effectué des recherches afin de retrouver son père biologique, et hésite à le rencontrer. Kevin est un jeune acteur qui s'interroge sur sa carrière et son rôle dans une série télévisée à succès, The Manny. Kate a des problèmes de poids et enchaîne divers régimes.

## Distribution

### Acteurs principaux
| Adultes - Milo Ventimiglia (VF : Rémi Bichet) : Jack Pearson - Mandy Moore (VF : Aurore Bonjour) : Rebecca Pearson - Sterling K. Brown (VF : Eilias Changuel) : Randall Pearson - Chrissy Metz (VF : Véronique Alycia) : Kate Pearson - Justin Hartley (VF : Martial Le Minoux) : Kevin Pearson - Susan Kelechi Watson (VF : Céline Ronté) : Bethany « Beth » Pearson - Chris Sullivan (VF : Pascal Casanova) : Toby Damon - Ron Cephas Jones (VF : Jérôme Pauwels) : William « Shakespeare » Hill (saisons 1 et 2, récurrent saison 3 à 6) - Jon Huertas (VF : Serge Faliu) : Miguel Rivas (saisons 2 à 6, récurrent saison 1) - Alexandra Breckenridge (VF : Marie Zidi) : Sophie, petite amie de Kevin (saison 2, récurrente saisons 1 et 6, invitée saisons 3 à 5) - Melanie Liburd (VF : Véronique Soufflet) : Zoe Baker, cousine de Beth et ex-petite amie de Kevin (saison 3, invitée saison 2 et 5) - Griffin Dunne (VF : Thierry Wermuth) : Nicholas « Nicky » Pearson, frère de Jack (saisons 4 et 6, récurrent saisons 3 et 5) - Caitlin Thompson (VF : Christèle Billault) : Madison (saisons 5 et 6, récurrente saisons 1 à 4) - Chris Geere (VF : Stéphane Otero) : Phillip (saison 6, récurrent saison 5) | Adolescents - Niles Fitch (VF : Thomas Montero) : Randall Pearson (saisons 2 à 6, récurrent saison 1) - Hannah Zeile (VF : Lisa Caruso) : Kate Pearson (saisons 2 à 6, récurrente saison 1) - Logan Shroyer (VF : Gwenaël Sommier) : Kevin Pearson (saisons 2 à 6, récurrent saison 1) - Lyric Ross (VF : Aurélie Konaté) : Deja Pearson (saisons 3 à 6, récurrente saison 2) - Asante Blackk (VF : Simon Koukissa) : Malik Hodges (saisons 4 à 6) | Enfants - Lonnie Chavis (VF : Kaycie Chase) : Randall Pearson (saisons 2 à 6, récurrent saison 1) - Mackenzie Hancsicsak (VF : Lisa Caruso) : Kate Pearson (saisons 2 à 6, récurrente saison 1) - Parker Bates (VF : Gwenaëlle Jegou) : Kevin Pearson (saisons 2 à 6, récurrent saison 1) - Faithe Herman (VF : Lila Lacombe) : Annie Pearson (saisons 2 à 6, récurrente saison 1) - Eris Baker (VF : Lola Krellenstein) : Tess Pearson (saisons 2 à 6, récurrente saison 1) |

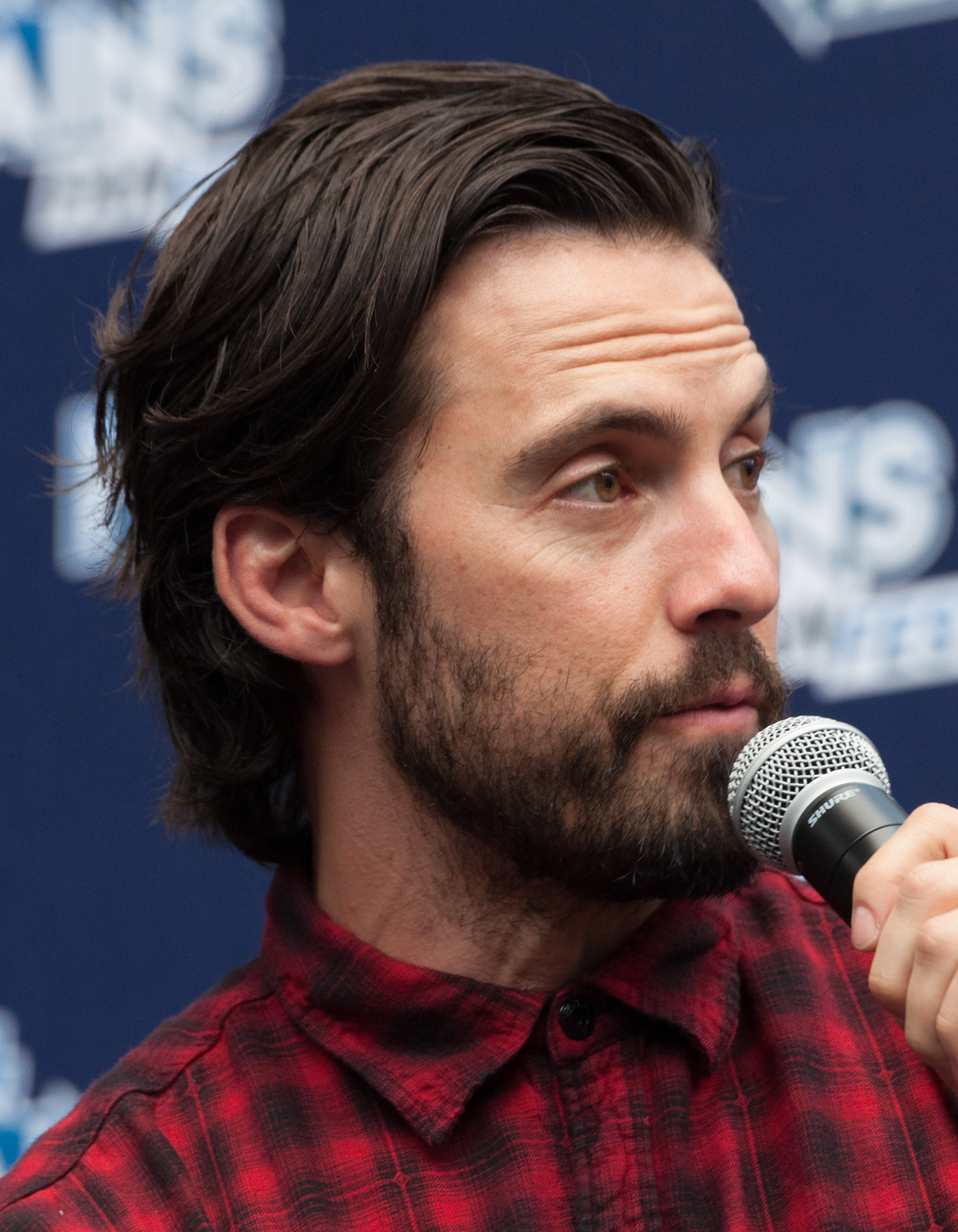
Milo Ventimiglia interprète Jack Pearson.
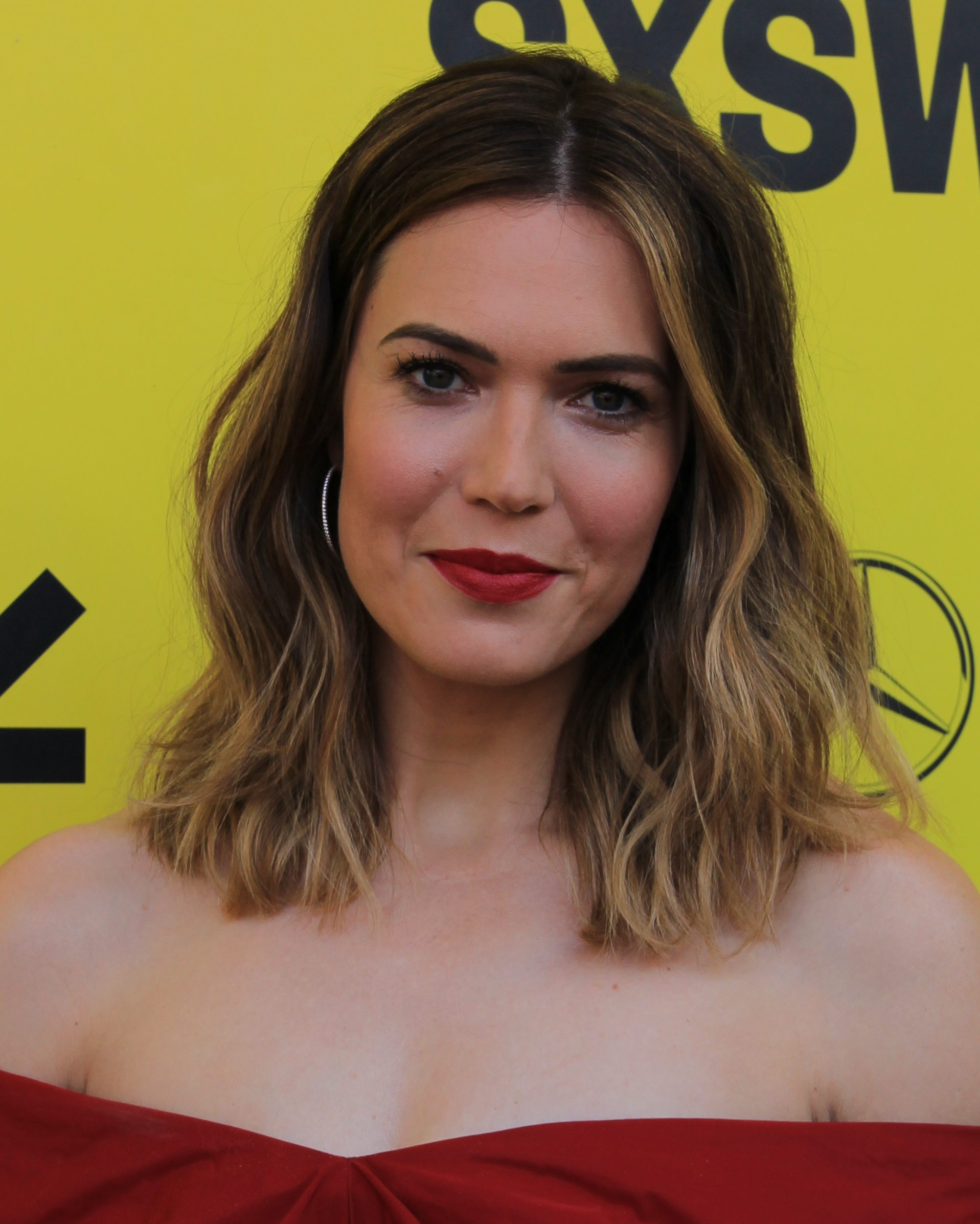
Mandy Moore interprète Rebecca Pearson.
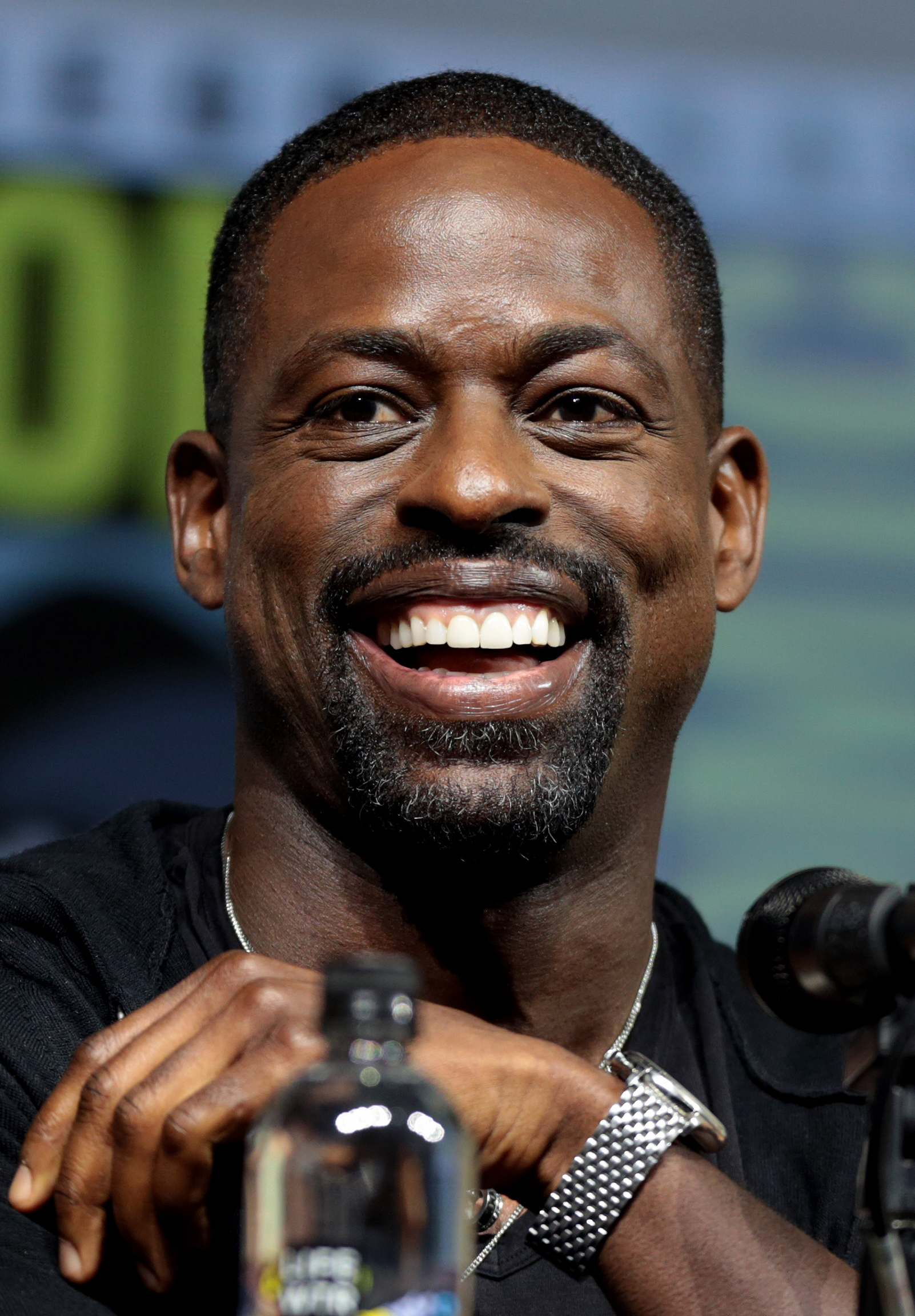
Sterling K. Brown interprète Randall Pearson.
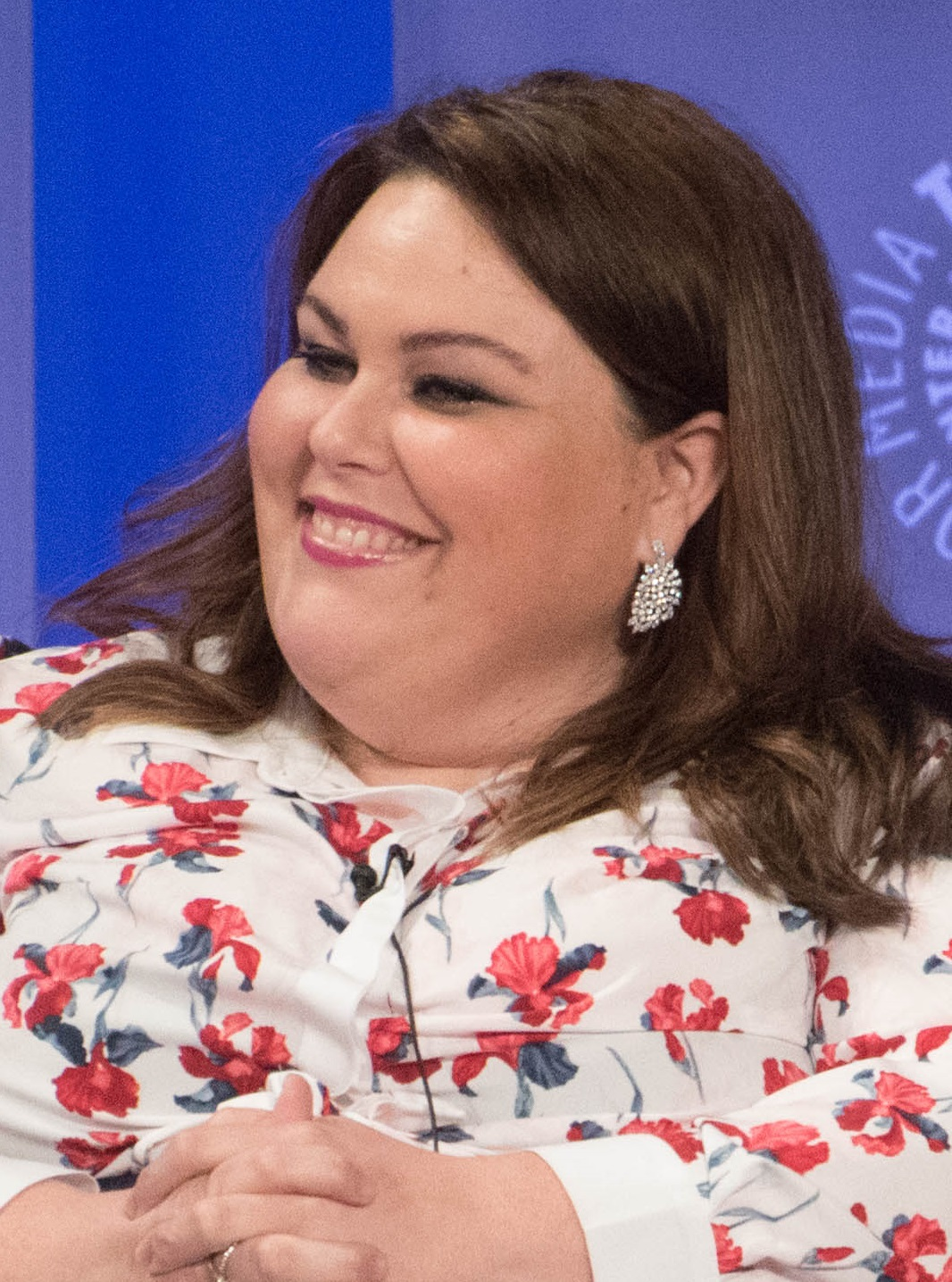
Chrissy Metz interprète Kate Pearson.
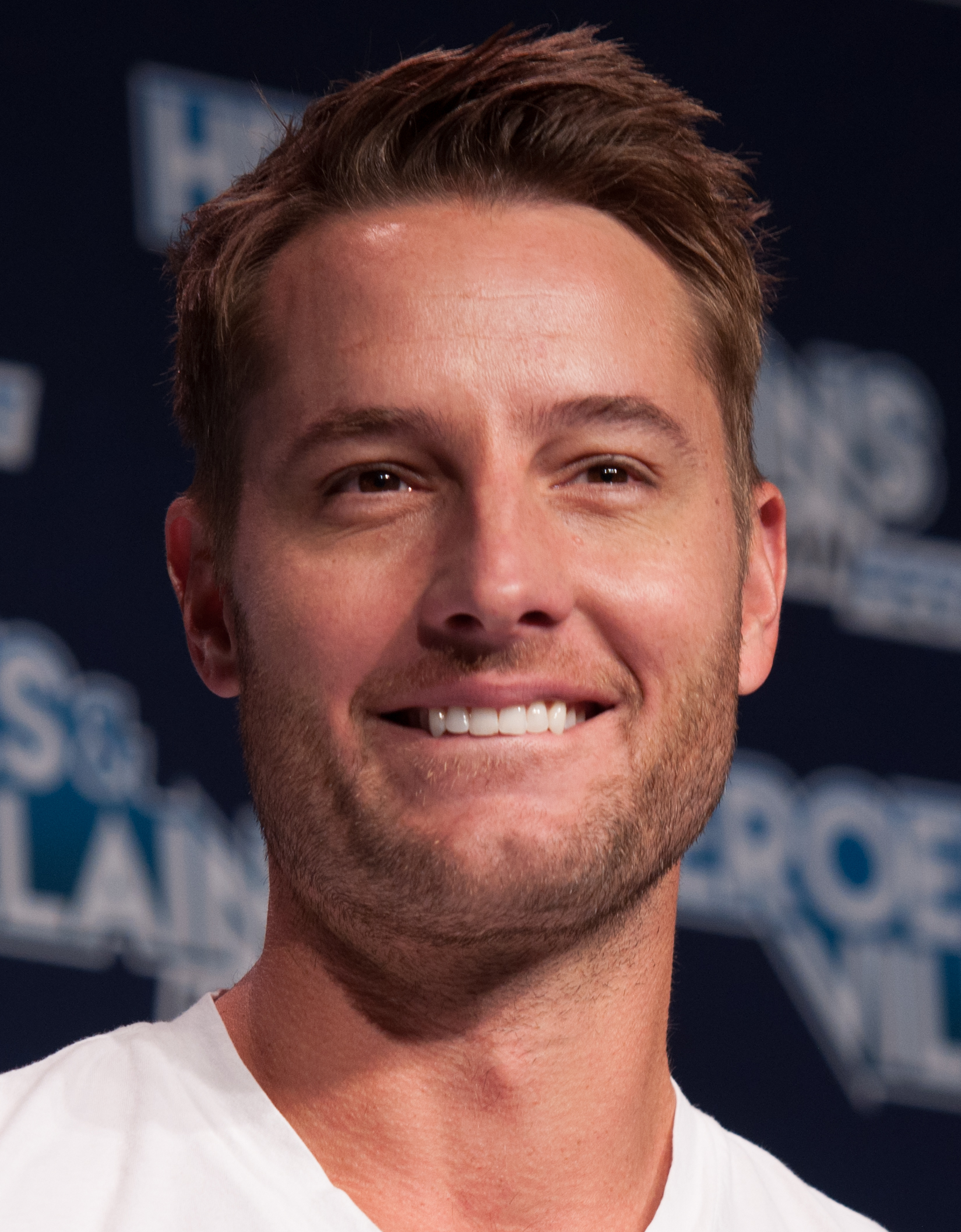
Justin Hartley interprète Kevin Pearson.
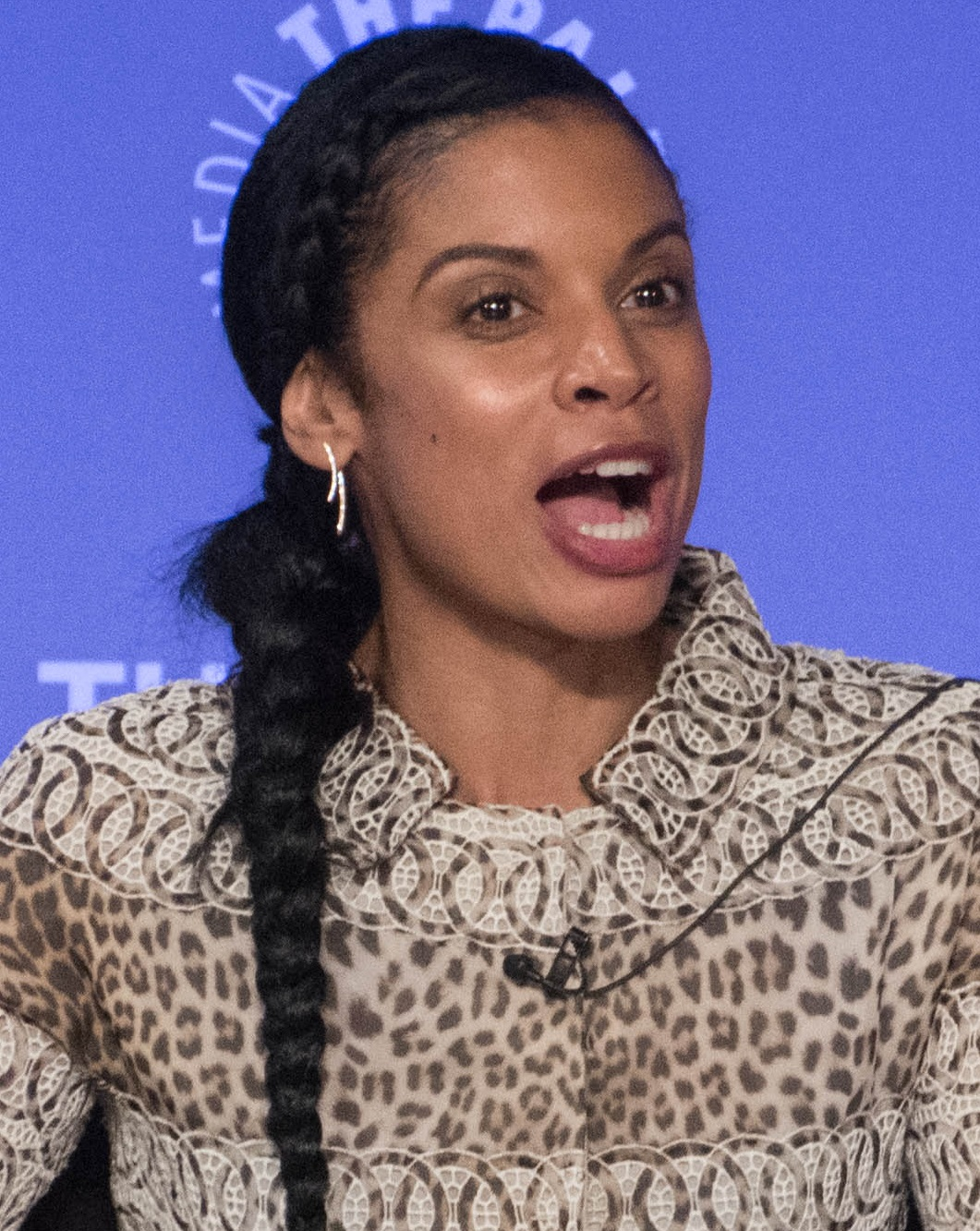
Susan Kelechi Watson interprète Beth Pearson.

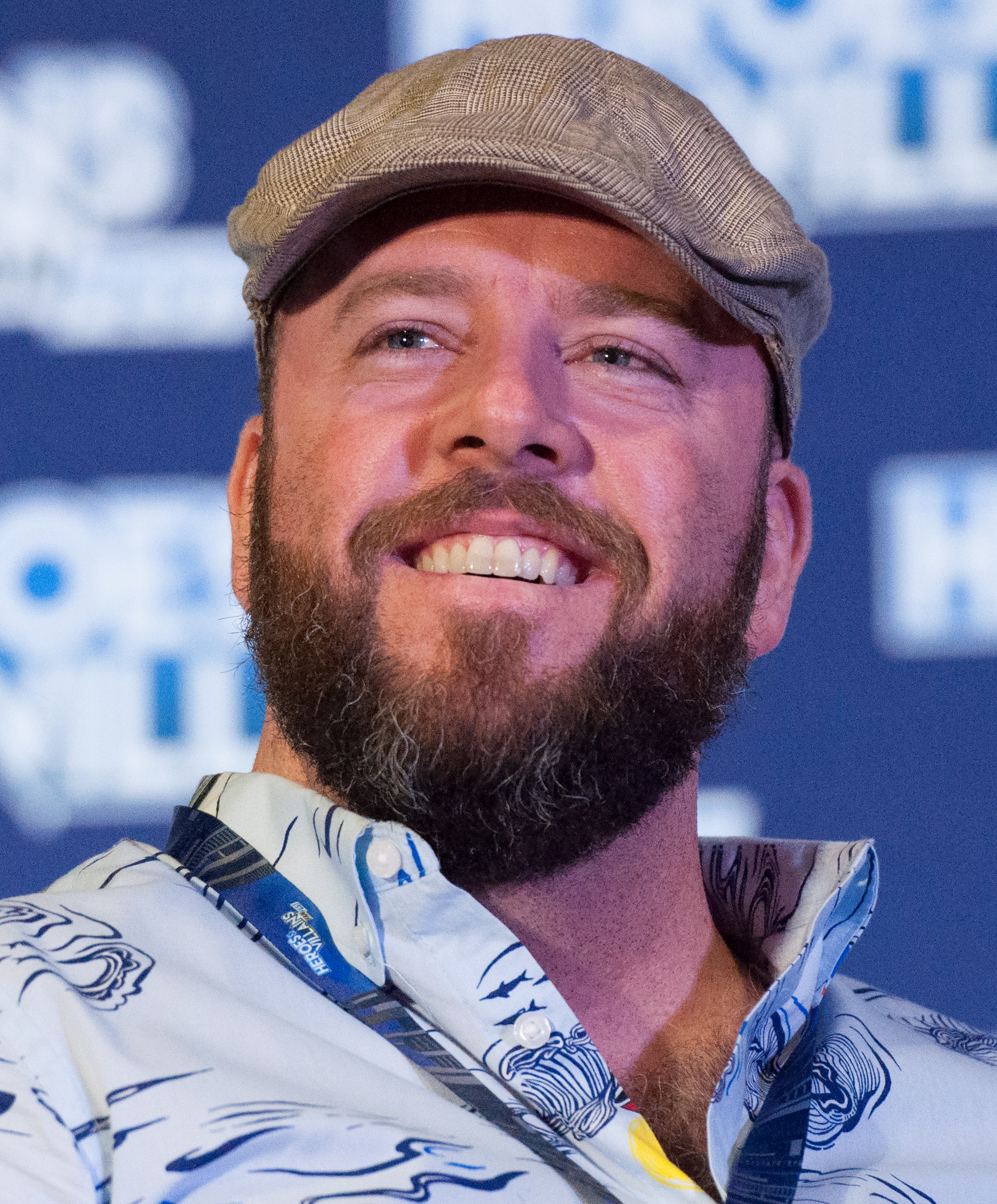
Chris Sullivan interprète Toby.
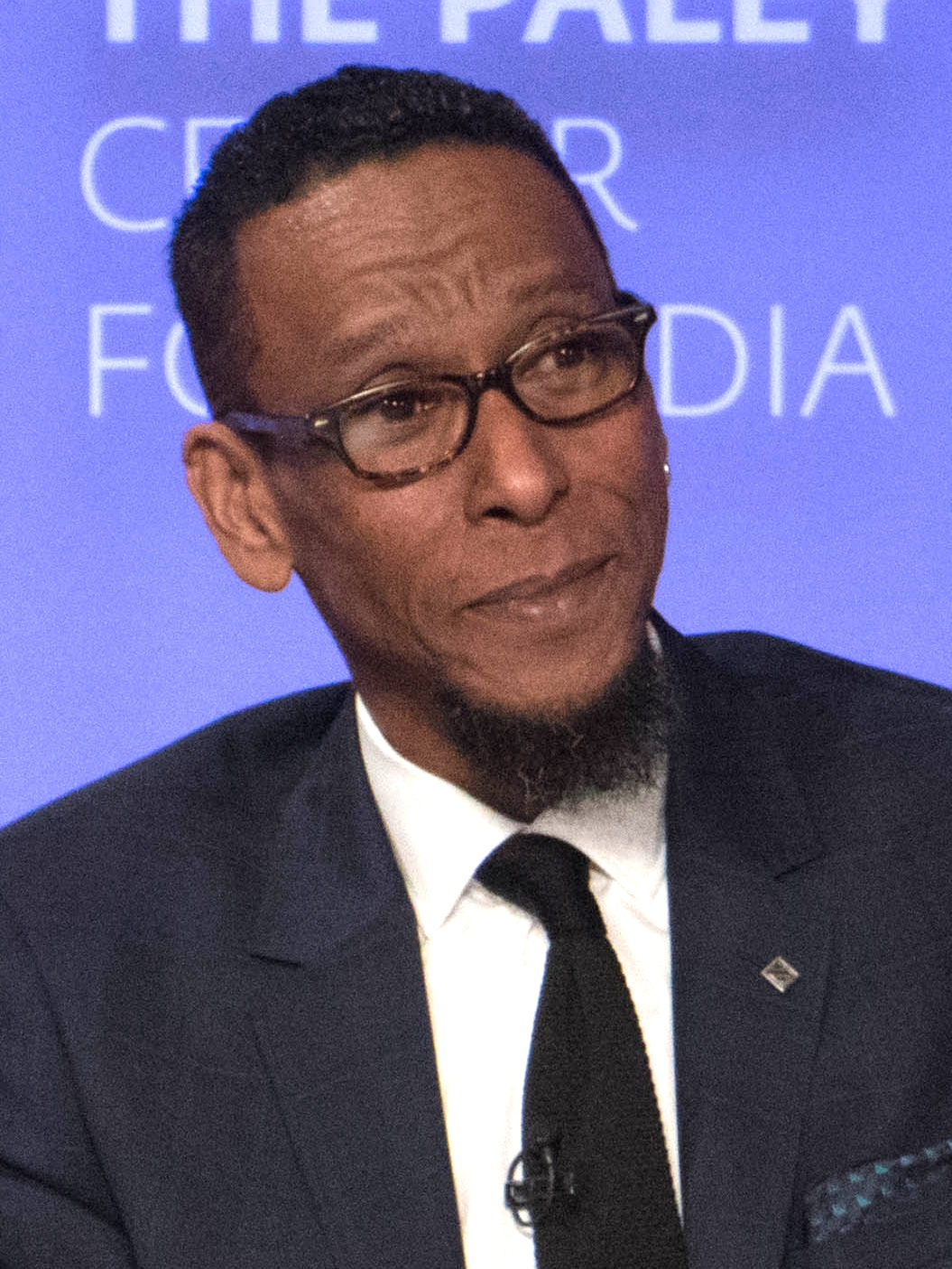
Ron Cephas Jones interprète William Hill alias Shakespeare.
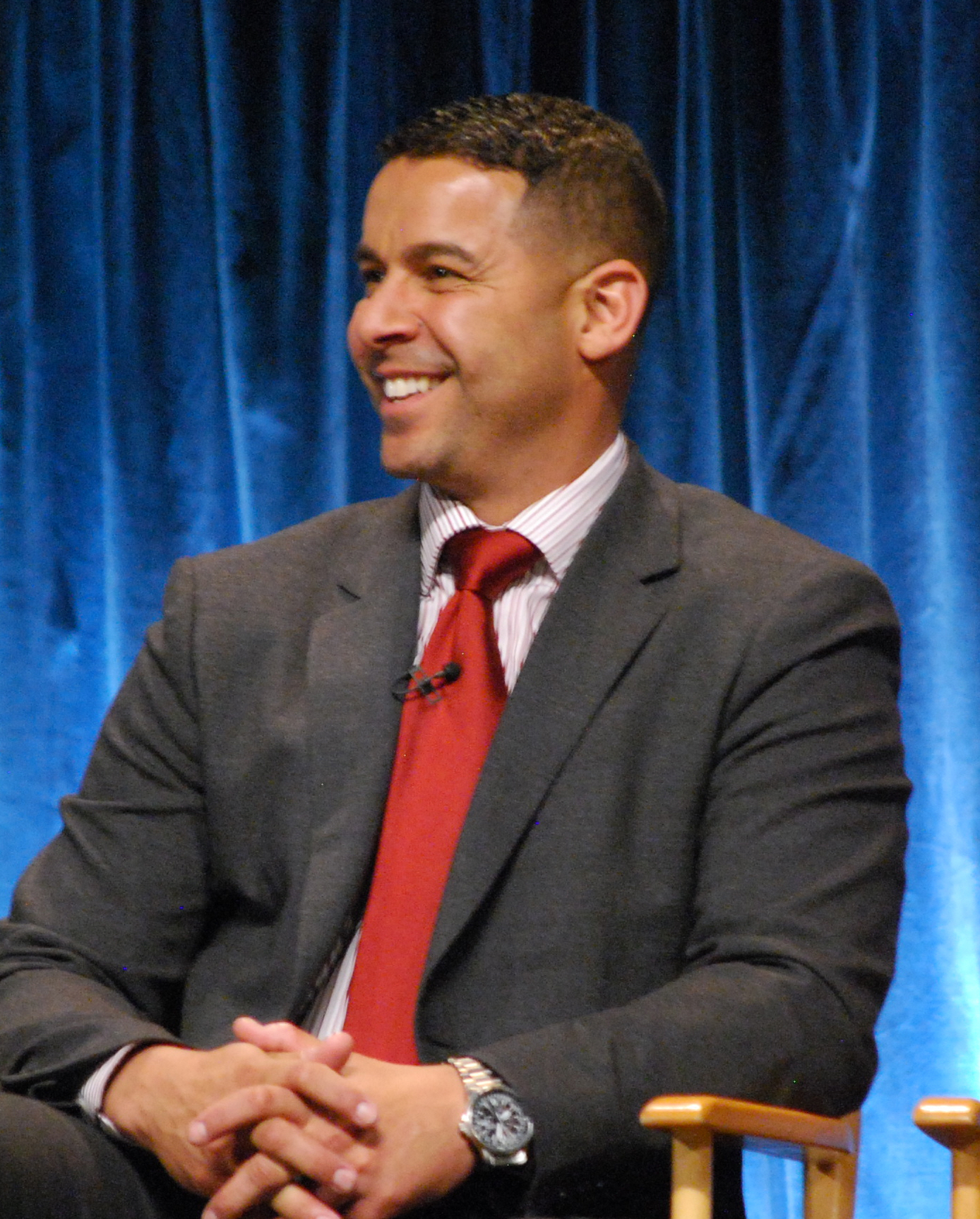
Jon Huertas interprète Miguel.
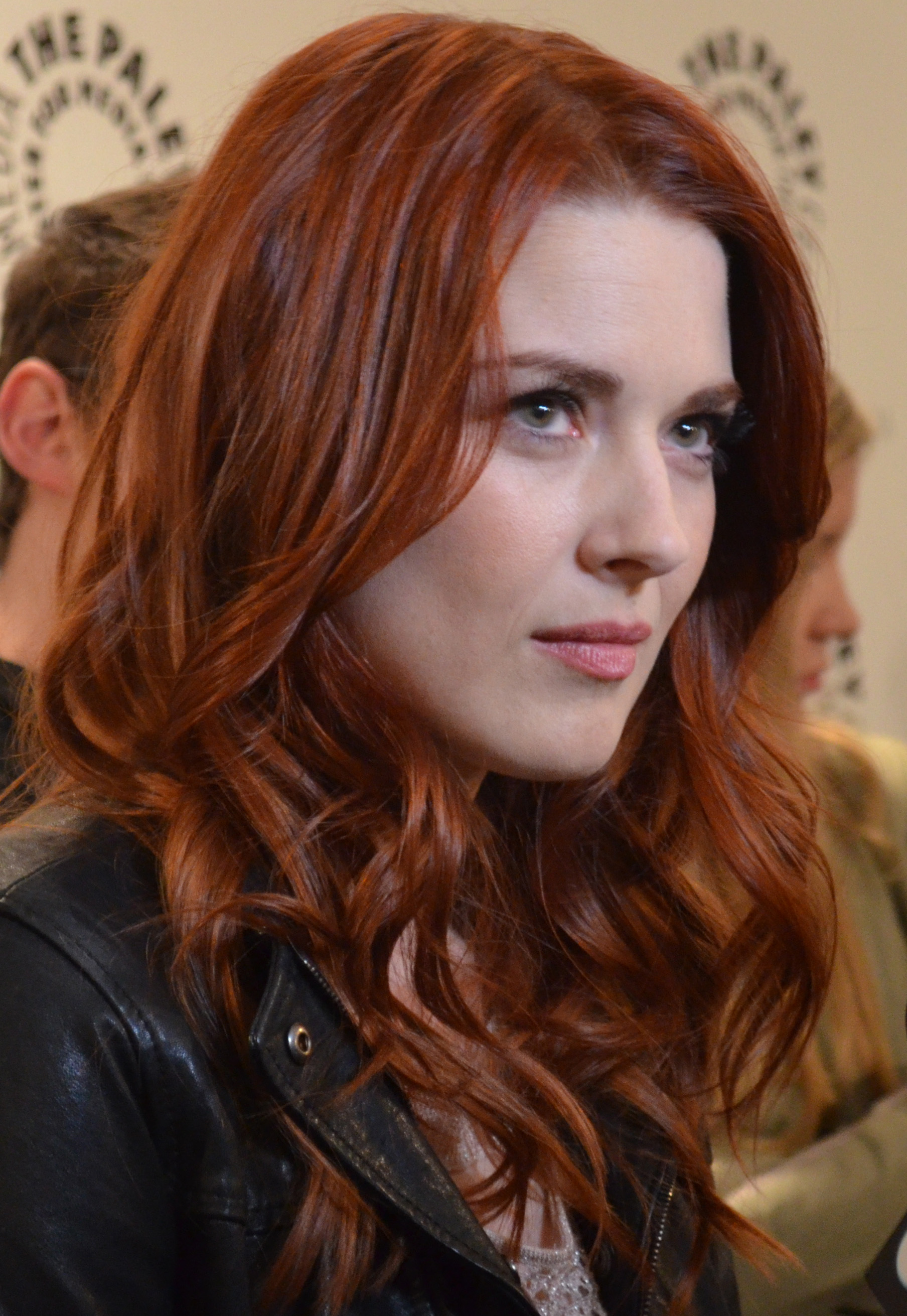
Alexandra Breckenridge interprète Sophie.
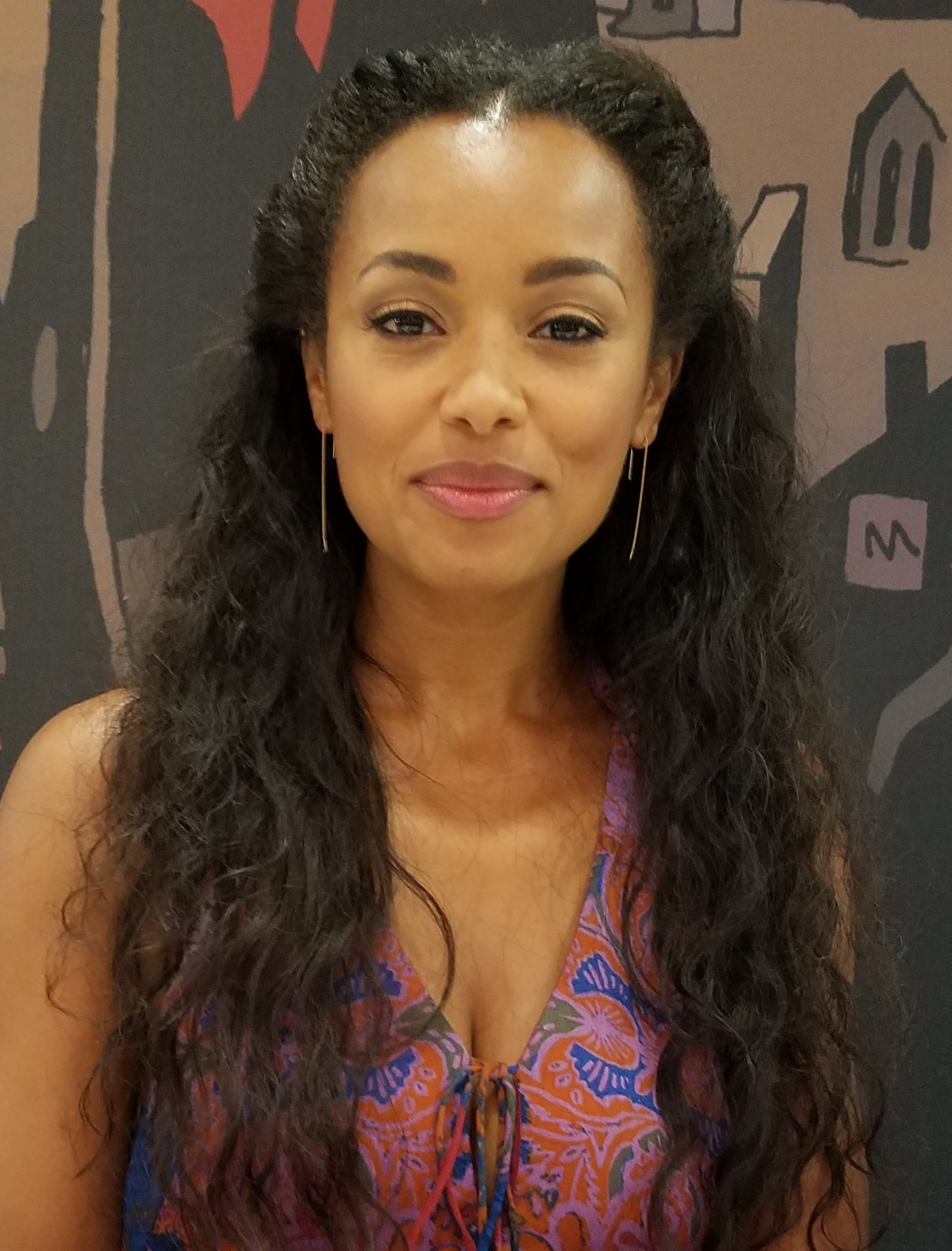
Melanie Liburd interprète Zoe.

### Acteurs récurrents
| Introduits dans la saison 1 - Peter Onorati (VF : Bernard Métraux) : Stanley Pearson (saisons 3 et 5, invité saisons 1, 2, 4 et 6) - Jermel Nakia (VF : Jérôme Pauwels) : William, jeune (saisons 1, 2 et 5, invité saison 4) - Janet Montgomery (VF : Laurence Dourlens) : Olivia Maine - Ryan Michelle Bathe (en) (VF : Annie Milon) : Yvette (saisons 1 et 3) - Gerald McRaney (VF : Philippe Ariotti) : Dr Nathan Katowski (saisons 1 et 2, invité saisons 2 et 6) - Denis O'Hare (VF : Nicolas Marié) : Jessie (saison 1, invité saison 3) - Milana Vayntrub (VF : Bénédicte Bosc) : Sloane Sandburg - Hari Dhillon (en) : Sanjay Jahiri, collègue de travail de Randall - Amanda Leighton (VF : Magali Barney) : Sophie, jeune (saisons 2, 4 et 6, invitée saisons 1, 3 et 5) - Jennifer C. Holmes (VF : Corinne Wellong puis Amélie Ewu) : Laurel Dubois (saison 5, invitée saisons 1 et 2) Introduits dans la saison 2 - Debra Jo Rupp (VF : Marie-Laure Dougnac) : Linda - Joy Brunson (VF : Manon Azem) : Shauna (saison 2, invitée saisons 3 et 4) Introduits dans la saison 3 - Sumalee Montano (VF : Martine Fontaine) : Dr Gail Jasper - Rob Morgan (VF : Norbert Haberlick) : Conseiller Sol Brown - Yetide Badaki (VF : Annie Milon) : Chi Chi - Tim Jo (VF : Augustin Bonhomme) : Jae-won Yoo (saisons 3 et 4, invité saisons 5 et 6) - Michael Angarano (VF : Hugo Brunswick) : Nicholas « Nicky » Pearson (jeune) (saison 3, invité saisons 4 et 5) - Porter Duong (dialogues en vietnamien) : Hien - Derrell Coakley : Doc - Peter Falls (VF : Augustin Bonhomme) : Murphy - Alvin Cowan (VF : Charles Uguen) : Townie - Phylicia Rashad (VF : Françoise Pavy) : Carol Clarke (saisons 5 et 6, invitée saison 3 et 4) - Rachel Hilson (VF : Clotilde Verry) : Beth Clarke adolescente (saisons 3 à 6) - Anthony Ramirez : Murillo | Introduits dans la saison 4 - Omar Epps (VF : Mike Fédée) : Darnell Hodges - Brandon Scott (VF : Jean-Michel Vaubien) : Cory Lawrence - Jennifer Morrison (VF : Cathy Diraison) : Cassidy Sharp (saison 4, invitée saisons 5 et 6) - Nick Wechsler (VF : Stéphane Pouplard) : Ryan Sharp (saison 4, invitée saison 6) - Timothy Omundson (VF : Arnaud Arbessier) : Gregory (saison 4, invité saisons 5 et 6) - Noah Salsbury Lipson : Matty Sharp (saison 4, invité saison 6) - Auden Thornton (VF : Claire Bouanich) : Lucy Damon (saisons 4 et 6) - Blake Stadnik (VF : Juan Llorca) : Jack Damon (saisons 4 et 6) - Austin Abrams (VF : Maxime Baudouin) : Marc McKeon (saison 4, invité saison 5) - Aynsley Bubbico (VF : Soizic Fonjallaz) : Shay (saison 4, invitée saison 5) Introduits dans la saison 5 - Vien Long (VF : Xavier Béjà) : Hai Lang - Annie Funke (VF : Diane Kristanek) : Ellie - Stephen Friedrich (VF : Anatole de Bodinat) Jordan Martin Foster Introduits dans la saison 6 - Mike Manning : le Manny - Vanessa Bell Calloway (VF : Isabelle Leprince) : Edie - Adam Korson (VF : Taric Méhani) : Elijah - Johnny Kincaid : Jack Jr. |

### Invités
- Katey Sagal (VF : Ariane Deviègue) : Lanie Schultz (saison 1, épisode 2)
- Sam Trammell (VF : Vincent Bonnasseau) : Ben[29] (saison 1, 4 épisodes)
- Jimmi Simpson (VF : Olivier Chauvel) : Andy Fannan[30] (saison 1, épisode 10)
- John Pollono (en) (VF : Sébastien Ossard) : Tyler
- Katie Couric : elle-même[31] (épisode 15)
- Jeremy Luke (VF : Sam Salhi) : Darryl[32]
- Seth Meyers : lui-même (saison 1, épisode 7)
- Sylvester Stallone (VF : Thierry Mercier) : lui-même (saison 2, épisode 3)
- Ron Howard (VF : Bernard Alane) : lui-même (saisons 1 et 2)
- Sam Anderson (VF : Jean Barney) : juge Walter Crowder[33] (saison 2, épisode 7)
- Delroy Lindo (VF : Philippe Dumond) : juge Ernest Bradley (saison 2, épisode 7)
- Kate Burton (VF : Évelyne Grandjean) : Barbara (saison 2, épisodes 11 et 12)
- Terry Gross : elle-même (saison 3, épisode 3)
- Jane Kaczmarek (VF : Armelle Gallaud) : Mme Philips (saison 3, épisode 3)
- Hunter Parrish (VF : Donald Reignoux) : Alan Phillips (saison 3, épisode 3)
- Goran Višnjić (VF : Maurice Decoster) : Vincent Kelly (saison 3, épisode 13)
- Maximiliano Hernández : Castillo (saison 4, épisode 1)
- M. Night Shyamalan : lui-même (épisodes 2 et 12)
- Sophia Bush (VF : Caroline Victoria) : Lizzy (saison 4, épisode 10)
- John Legend : lui-même (saison 4, épisode 10)
- Dave Annable (VF : Pascal Nowak) : Kirby (saison 4, épisode 16)

- Version française
  - Société de doublage : Nice Fellow
  - Direction artistique : Magali Barney[36]
  - Adaptation des dialogues : Matthias Delobel, Remi Jaouen

 Source et légende : version française (VF) sur RS Doublage

## Production

### Développement
This is Us débute par un scénario de 80 pages que Dan Fogelman écrit pendant qu'il travaille pour ABC Studios au printemps 2015. Le scénario, pour lequel Fogelman a admis ne pas avoir d'indication précise, tourne autour de la vie de huit adultes qui, comme cela sera révélé, sont des octuplés. Après être passé à un contrat à huit chiffres avec 20th Television, Fogelman prend la décision de développer une série télévisée à partir de quelques personnages de son scénario original et en réduisant le script à 45 pages avant de le transférer au studio. Jennifer Salke, présidente de NBC, déclare, à propos de la réflexion autour du titre de la série : « Le titre n’a pas été facile… mais This Is Us a puisé dans tout, et la série parle de nous. ». D'autres idées de titres avaient été évoquées : 36, Happy Birthday et The Story of Us. Malgré des critiques positives de la part de 20th Television et de Fox, société sœur, des inquiétudes concernant une faible audience sur les chaines du groupe conduisent Fox à vendre la série à NBC. Fox l’achète sur la promesse de NBC d’apporter un grand nombre de téléspectateurs déjà téléspectateurs de The Voice et à la perspective de nouveaux spectateurs drainés par les Jeux olympiques d’été. Fox souhaitait par ailleurs acquérir une réputation de lieu de diffusion susceptibles d'attirer scénaristes et réalisateurs.
Le 2 septembre 2015, NBC commande un épisode pilote du projet de série.
Le 12 mai 2016, le réseau NBC annonce officiellement après le visionnage du pilote, la commande du projet de série sous son titre actuel avec une commande initiale de treize épisodes, pour une diffusion lors de la saison 2016 / 2017.
Le 15 mai 2016, lors des Upfronts 2016, NBC annonce la diffusion de la série pour l'automne 2016.
Le 15 juin 2016, NBC annonce la date de lancement de la série au 20 septembre 2016.
Le 27 septembre 2016, NBC commande cinq épisodes supplémentaires, portant la saison à 18 épisodes,.
Le 18 janvier 2017, la série est renouvelée pour une deuxième et troisième saison.
En mai 2017, Hulu a acquis les droits SVOD sur les épisodes nouveaux et passés de la série pour une diffusion exclusive sur Hulu, en plus de NBC.com et de l'application NBC.
Le 12 mai 2019, la série est renouvelée pour une quatrième, cinquième et sixième saison. La production confirme en mai 2021 que la sixième sera la dernière.

### Casting

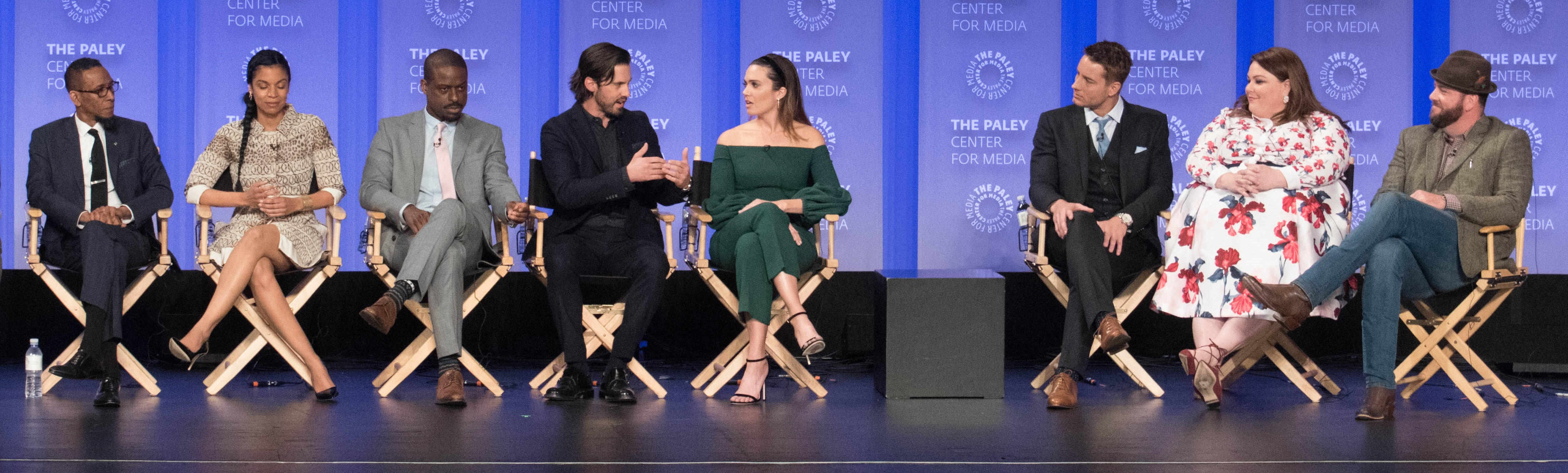
Le casting de This is Us en 2017 au Paleyfest.

L'annonce du casting a débuté le 12 novembre 2015, avec les arrivées de Mandy Moore dans le rôle de Rebecca, Milo Ventimiglia sera Jack, Justin Hartley obtient celui de Kevin, Sterling K. Brown est annoncé dans le rôle de Randall et Ron Cephas Jones sera William. Fin novembre Chrissy Metz rejoint la distribution dans le rôle de Kate. Le 8 décembre 2015, Susan Kelechi Watson décroche le rôle de Beth.
Le 29 juillet 2016, Jon Huertas rejoint la distribution dans le rôle récurrent de Miguel.
Le 19 août 2016, Janet Montgomery rejoint le casting dans le rôle récurrent de Olivia Maine qui aura une romance avec Kevin (Justin Hartley).
Le 23 août 2016, Ryan Michelle Bathe (en) est annoncée dans le rôle récurrent de Yvette.
Fin octobre 2016 est annoncé que Denis O'Hare obtient le rôle récurrent de Jessie, un ami de William tandis que Jimmi Simpson fera une apparition dans le rôle de Andy, un collègue de travail de Randall.
En décembre 2016, Alexandra Breckenridge décroche le rôle récurrent de Sophie, devenu régulier pour la deuxième saison. Deviennent également récurrents Jon Huertas (Miguel), depuis le deuxième épisode, ainsi que Hannah Zeile (Kate ado), Niles Fitch (Randall ado), Logan Shroyer (Kevin ado), Mackenzie Hancsicsak (Kate jeune), Parker Bates (Kevin jeune), Faithe Herman (Annie Pearson) et Eris Baker (Tess Pearson).
Sylvester Stallone sera invité dans un épisode de la deuxième saison, alors que Debra Jo Rupp décroche un rôle récurrent.

### Engagement pour la diversité
Fogelman a délibérément recruté des talents inconnus, évoluant dans les coulisses des séries, dans le but de renforcer l'authenticité des dialogues et des scénarios. Ceux-ci incluent les réalisateurs noirs Regina King et George Tillman Jr. et les écrivaines noires Kay Oyegun et Jas Waters (une équipe de 30 % de rédacteurs noirs qui dépasse de loin la norme de l'industrie de 5%). En outre, Deborah, la sœur de Fogelman, dont les luttes avec le poids ont été l’une des inspirations initiales de la série, est consultante de la série.

## Personnages
Arbre généalogique de la famille Pearson sur quatre générations

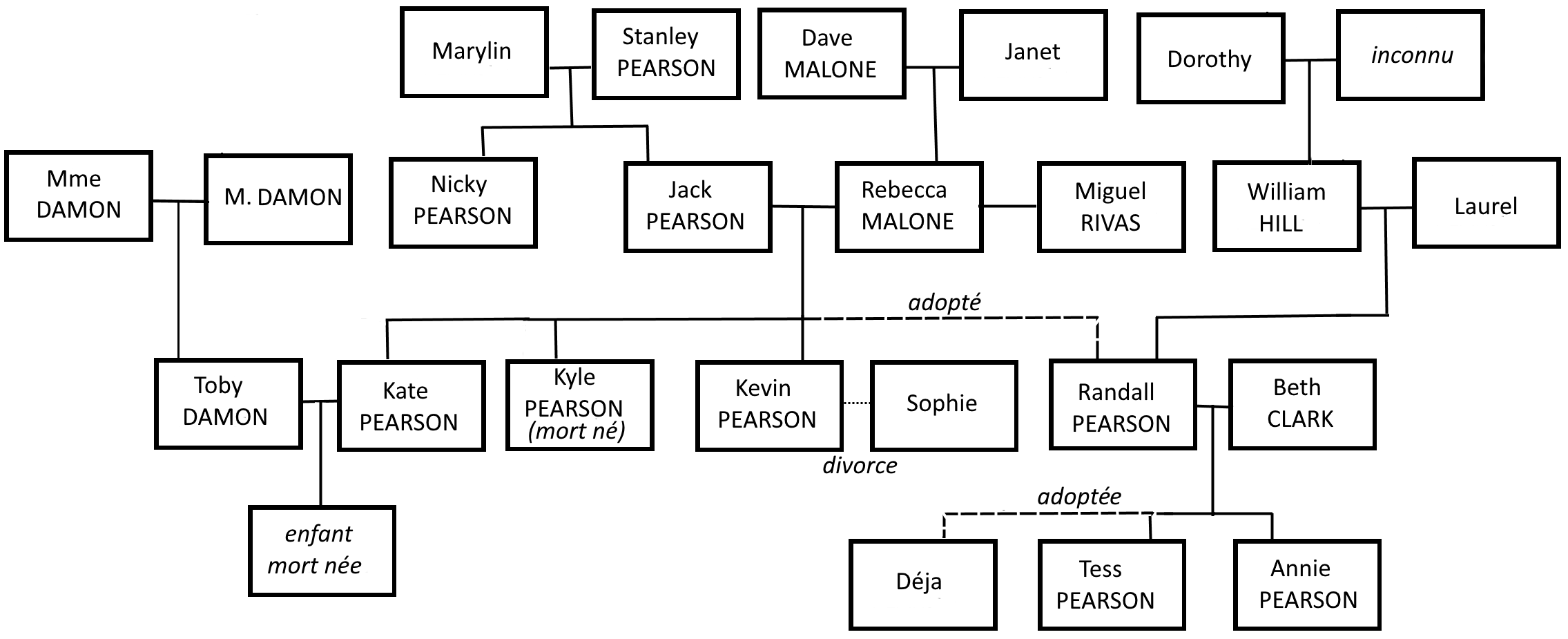
Arbre généalogique de la famille Pearson/Malone.

## Épisodes

### Première saison (2016-2017)
Cette première saison de 18 épisodes est diffusée à partir du 20 septembre 2016.
1. L'Anniversaire (Pilot)
2. Nouveaux horizons (The Big Three)
3. Baby Blues (Kyle)
4. La Piscine (The Pool)
5. Match décisif (The Game Plan)
6. Vocation contrariée (Career Days)
7. Jalousie fraternelle (The Best Washing Machine in the World)
8. Traditions familiales (Pilgrim Rick)
9. Hallucinations (Black Friday)
10. La Magie de Noël (Last Christmas)
11. Raisons et sentiments (The Right Thing to Do)
12. Jour mémorable (The Big Day)
13. La Femme de sa vie (Three Sentences)
14. Pour le meilleur et pour le pire (I Call Marriage)
15. Coup de théâtre ! (Jack Pearson's Son)
16. Memphis (Memphis)
17. Souvenirs (What Now?)
18. Choix difficiles (Moonshadow)

### Deuxième saison (2017-2018)
Cette deuxième saison de 18 épisodes est diffusée à partir du 26 septembre 2017.
1. Conseils de père (A Father's Advice)
2. Pour ton bien (A Manny-Splendored Thing)
3. Déjà Vu (Déjà Vu)
4. Sans répit (Still There)
5. Liens fraternels (Brothers)
6. Débuts difficiles (The 20's)
7. Réalité décevante (The Most Disappointed Man)
8. Numéro 1 (Number One)
9. Numéro 2 (Number Two)
10. Numéro 3 (Number Three)
11. Thérapie familiale (The Fifth Wheel)
12. Clooney (Clooney)
13. Jour J (That'll Be the Day)
14. Soirée du Super Bowl (Super Bowl Sunday)
15. En voiture (The Car)
16. Vegas, Baby (Vegas, Baby)
17. C'est la vie (This Big, Amazing, Beautiful Life)
18. Le Mariage (The Wedding)

### Troisième saison (2018-2019)
Cette troisième saison de 18 épisodes est diffusée à partir du 25 septembre 2018.
1. Soirée mémorable (Nine Bucks)
2. Indiscrétion (A Philadelphia Story)
3. Fille à papa (Katie Girls)
4. Vietnam (Vietnam)
5. Toby (Toby)
6. Intégration (Kamsahamnida)
7. Rencontres décisives (Sometimes)
8. Question d'influence (Six Thanksgivings)
9. Nouveaux horizons (The Beginning Is the End Is the Beginning)
10. Transmission (The Last Seven Weeks)
11. Road Trip 1re Partie (Songbird Road: Part One)
12. Road Trip 2e Partie (Songbird Road: Part Two)
13. Rêver (Our Little Island Girl)
14. Remise de diplôme (The Graduates)
15. L'Attente (The Waiting Room)
16. Premières fois (Don't Take My Sunshine Away)
17. Randall & Beth (R & B)
18. Ensemble (Her)

### Quatrième saison (2019-2020)
Cette quatrième saison de 18 épisodes est diffusée à partir du 24 septembre 2019.
1. Destins croisés (Strangers)
2. Nouvelle journée à la piscine (The Pool: Part Two)
3. Perte de contrôle (Unhinged)
4. La Force d'une décision (Flip a Coin)
5. Repas de fête (Storybook Love)
6. Bienvenue au club (The Club)
7. Dîner sans connivence (The Dinner and the Date)
8. Mauvais timing (Sorry)
9. Traditionnel thanksgiving (So Long, Marianne)
10. Trop bien pour lui (Lights and Shadows)
11. Semaine d'enfer, 1re partie (A Hell of a Week: Part One)
12. Semaine d'enfer, 2e partie (A Hell of a Week: Part Two)
13. Semaine d'enfer, 3e partie (A Hell of a Week: Part Three)
14. Souvenirs intemporels (The Cabin)
15. Carpe diem (Clouds)
16. New York, New York, New York (New York, New York, New York)
17. Et si… (After the Fire)
18. Destins croisés, 2e partie (Strangers: Part Two)

### Cinquième saison (2020-2021)
Elle est diffusée depuis le 27 octobre 2020, débutera par un épisode de deux heures. Les scènes se déroulant au présent intègrent la pandémie de Covid-19 aux États-Unis.
1. La Quarantaine (Forty: Part One)
2. Au fil des jours (Forty: Part Two)
3. Remise en question (Changes)
4. Intensions louables (Honestly)
5. Passé décomposé (A Long Road Home)
6. Pour l'amour d'une mère (Birth Mother)
7. Être là (There)
8. Ensemble (In the Room)
9. Première virée (The Ride)
10. Un dîner agité (I've Got This)
11. Dans la lune (One Small Step…)
12. La Répétition (Both Things Can Be True)
13. Confrontation fraternelle (Brotherly Love)
14. Une dernière danse (The Music and the Mirror)
15. Profession de foi (Jerry 2.0)
16. Un mariage parfait (The Adirondacks)

### Sixième saison (2022)
Cette sixième saison de 18 épisodes, qui est la dernière, est diffusée depuis le 4 janvier 2022.
1. Le Challenger (The Challenger)
2. Les Amoureux (One Giant Leap)
3. Quatre pères (Four Fathers)
4. Sans vouloir vous retenir (Don't Let Me Keep You)
5. Le Cœur et l'âme (Heart and Soul)
6. Rêver : deuxième partie (Our Little Island Girl: Part Two)
7. L'ingrédient secret (Taboo)
8. Autodidacte (The Guitar Man)
9. Alors heureux ? (The Hill)
10. Ma plus grande fan (Every Version of You)
11. Samedi au parc (Saturday in the Park)
12. L'histoire continue (Katoby)
13. Éternel présent (Day of the Wedding)
14. Veille de mariage (The Night Before the Wedding)
15. Miguel (Miguel)
16. Et après (Family Meeting)
17. Dernier voyage (The Train)
18. La vie continue (Us)

## Réception

### Audiences
| Saison | Saison | Nombre d'épisodes | Jour et heure de diffusion | Diffusion aux États-Unis | Diffusion aux États-Unis | Audiences (en millions) | Audiences (en millions) | Audiences (en millions) |
| Saison | Saison | Nombre d'épisodes | Jour et heure de diffusion | Début de saison          | Fin de saison            | Première                | Finale                  | Moyenne                 |
| ------ | ------ | ----------------- | -------------------------- | ------------------------ | ------------------------ | ----------------------- | ----------------------- | ----------------------- |
|        | 1      | 18                | Mardi 21 h                 | 20 septembre 2016        | 14 mars 2017             | 10,07                   | 12,84                   | 9,84                    |
|        | 2      | 18                | Mardi 21 h                 | 26 septembre 2017        | 13 mars 2018             | 12,94                   | 10,94                   | 11,14                   |
|        | 3      | 18                | Mardi 21 h                 | 25 septembre 2018        | 2 avril 2019             | 10,54                   | 8,22                    | 8,32                    |
|        | 4      | 18                | Mardi 21 h                 | 24 septembre 2019        | 24 mars 2020             | 7,88                    | 7,85                    | 6,91                    |
|        | 5      | 16                | Mardi 21 h                 | 27 octobre 2020          | 25 mai 2021              | 7,30                    | 5,14                    | 5,58                    |
|        | 6      | 18                | Mardi 21 h                 | 4 janvier 2022           | 24 mai 2022              | 5,46                    | 6,37                    | 4,81                    |

La série s'est rapidement fait remarquer sur les réseaux sociaux. En trois jours, la bande annonce comptait déjà 25 millions de vues sur la page Facebook de la série, dépassant à l'époque le record de visionnage d'une nouveauté série, précédemment établi à 4,1 millions de vues par Legends of Tomorrow (établi à 50 millions en onze jours en date du 26 mai 2016).
This Is Us a fait très fort pour son lancement : 10,07 millions de téléspectateurs, dont 2,8 % des 18-49 ans, soit la meilleure audience pour une fiction à cette case horaire sur NBC en 6 ans. La série a par la suite su maintenir de bonnes audiences, avec une moyenne de 9,84 millions de téléspectateurs pour l'ensemble de la saison 1, dont 2,7 % sur la cible privilégiée des 18-49 ans.
La saison 2 a démarré avec la meilleure audience de la série : 12,94 millions de téléspectateurs, dont 3,9 % des 18-49 ans.

### Réception critique
Le site Web de regroupement d'avis Rotten Tomatoes a fait état d'un taux d'approbation de 89 % pour la première saison, avec une note moyenne de 7.72 / 10 basée sur 63 commentaires. Selon le consensus critique du site Web, « This is us fournira un substitut approprié à ceux qui ont ressenti un vide dans leur vie depuis la disparition de Parenthood ». Metacritic, qui utilise une moyenne pondérée, a attribué à la saison un score de 76 sur 100 sur la base de 34 avis, indiquant « des avis généralement favorables ». La saison 2 a été approuvée à 94 % par Rotten Tomatoes sur la base de 17 commentaires.
Entertainment Weekly a attribué la note de B aux premiers épisodes, le qualifiant de « répit rafraîchissant par rapport à la violence relationnelle et au pessimisme qui caractérisent les autres feuilletons animés d'une culture de la discorde ». En outre, ils ont félicité tous les acteurs, en particulier Sterling K. Brown, pour leur capacité à naviguer « dans leurs scènes avec une intelligence, une authenticité et un charisme remarquables ».

## Distinctions
| Année | Prix                                                    | Catégorie                                                                           | Nomination                                                                     | Résultat   |
| ----- | ------------------------------------------------------- | ----------------------------------------------------------------------------------- | ------------------------------------------------------------------------------ | ---------- |
| 2016  | 17e cérémonie des American Film Institute Awards        | Top 10 des meilleures séries télévisées                                             | This Is Us                                                                     | Lauréat    |
| 2016  | 14e cérémonie des AAFCA Award (en)                      | Top 10 des meilleures séries télévisées                                             | This Is Us                                                                     | Lauréat    |
| 2017  | 19e cérémonie des Teen Choice Awards                    | Meilleure série dramatique                                                          | This Is Us                                                                     | Nomination |
| 2017  | 19e cérémonie des Teen Choice Awards                    | Meilleure nouveauté à la télévision                                                 | This Is Us                                                                     | Nomination |
| 2017  | 19e cérémonie des Teen Choice Awards                    | Meilleur acteur dans une série dramatique                                           | Sterling K. Brown                                                              | Nomination |
| 2017  | 19e cérémonie des Teen Choice Awards                    | Meilleur acteur dans une série dramatique                                           | Milo Ventimiglia                                                               | Nomination |
| 2017  | 19e cérémonie des Teen Choice Awards                    | Meilleure révélation masculine/féminine                                             | Chrissy Metz                                                                   | Nomination |
| 2017  | 67e cérémonie des American Cinema Editors Awards (en)   | Meilleur montage d'une série de télévision de 60 minutes sur le réseau câblé        | David L. Bertman (Pilot)                                                       | Lauréat    |
| 2017  | Peabody Awards                                          | Meilleur programme pour enfants                                                     | This Is Us                                                                     | Nomination |
| 2017  | 74e cérémonie des Golden Globes                         | Meilleure série dramatique                                                          | This Is Us                                                                     | Nomination |
| 2017  | 74e cérémonie des Golden Globes                         | Meilleure actrice dans un second rôle dans une série, une mini-série ou un téléfilm | Chrissy Metz                                                                   | Nomination |
| 2017  | 74e cérémonie des Golden Globes                         | Meilleure actrice dans un second rôle dans une série, une mini-série ou un téléfilm | Mandy Moore                                                                    | Nomination |
| 2017  | 48e cérémonie des NAACP Image Awards                    | Meilleure performance pour un enfants dans un programme                             | Lonnie Chavis                                                                  | Nomination |
| 2017  | 48e cérémonie des NAACP Image Awards                    | Meilleure série dramatique                                                          | This Is Us                                                                     | Nomination |
| 2017  | 48e cérémonie des NAACP Image Awards                    | Meilleur acteur dans une série dramatique                                           | Sterling K. Brown                                                              | Lauréat    |
| 2017  | 69e cérémonie des Primetime Emmy Awards                 | Meilleure série dramatique                                                          | This Is Us                                                                     | Nomination |
| 2017  | 69e cérémonie des Primetime Emmy Awards                 | Meilleur acteur                                                                     | Sterling K. Brown                                                              | Lauréat    |
| 2017  | 69e cérémonie des Primetime Emmy Awards                 | Meilleur acteur                                                                     | Milo Ventimiglia                                                               | Nomination |
| 2017  | 69e cérémonie des Primetime Emmy Awards                 | Meilleur acteur dans un second rôle                                                 | Ron Cephas Jones                                                               | Nomination |
| 2017  | 69e cérémonie des Primetime Emmy Awards                 | Meilleure actrice dans un second rôle                                               | Chrissy Metz                                                                   | Nomination |
| 2017  | 69e cérémonie des Primetime Creative Arts Emmy Awards   | Meilleur acteur invité dans une série dramatique                                    | Brian Tyree Henry                                                              | Nomination |
| 2017  | 69e cérémonie des Primetime Creative Arts Emmy Awards   | Meilleur acteur invité dans une série dramatique                                    | Gerald McRaney                                                                 | Lauréat    |
| 2017  | 69e cérémonie des Primetime Creative Arts Emmy Awards   | Meilleur acteur invité dans une série dramatique                                    | Denis O'Hare                                                                   | Nomination |
| 2017  | 69e cérémonie des Primetime Creative Arts Emmy Awards   | Meilleur casting pour une série dramatique                                          | Bernard Telsey (en), Tiffany Little Canfield                                   | Nomination |
| 2017  | 69e cérémonie des Primetime Creative Arts Emmy Awards   | Meilleur maquillage                                                                 | Zoe Hay, Heather Plott, Elizabeth Hoel-Chang, Judith Lynn Staats, John Damiani | Nomination |
| 2017  | 26e cérémonie des MTV Movie & TV Award                  | Scène la plus triste                                                                | Milo Ventimiglia et Lonnie Chavis au Karaté                                    | Lauréat    |
| 2017  | 26e cérémonie des MTV Movie & TV Award                  | Meilleur acteur/actrice dans une série                                              | Mandy Moore                                                                    | Nomination |
| 2017  | 26e cérémonie des MTV Movie & TV Award                  | Série de l'année                                                                    | This Is Us                                                                     | Nomination |
| 2017  | 38e cérémonie des Young Artist Awards                   | Meilleur acteur récurrent dans une série télévisée - Jeune acteur                   | Parker Bates                                                                   | Nomination |
| 2017  | 38e cérémonie des Young Artist Awards                   | Meilleur acteur récurrent dans une série télévisée - Jeune acteur                   | Lonnie Chavis                                                                  | Nomination |
| 2017  | 38e cérémonie des Young Artist Awards                   | Meilleure actrice récurrente dans une série télévisée - Jeune actrice               | Mackenzie Hancsicsak                                                           | Nomination |
| 2017  | 33e cérémonie des Television Critics Association Awards | Meilleure nouvelle série                                                            | This Is Us                                                                     | Lauréat    |
| 2017  | 33e cérémonie des Television Critics Association Awards | Émission de l'année                                                                 | This Is Us                                                                     | Nomination |
| 2017  | 33e cérémonie des Television Critics Association Awards | Meilleure série dramatique                                                          | This Is Us                                                                     | Nomination |
| 2017  | 33e cérémonie des Television Critics Association Awards | Meilleure interprétation dans une série dramatique                                  | Sterling K. Brown                                                              | Nomination |
| 2017  | 23e cérémonie des Screen Actors Guild Awards            | Meilleur acteur dans une série dramatique                                           | Sterling K. Brown                                                              | Nomination |
| 2017  | 43e cérémonie des People's Choice Awards                | Nouvelle série dramatique préférée                                                  | This Is Us                                                                     | Nomination |
| 2017  | 43e cérémonie des People's Choice Awards                | Acteur préféré dans une nouvelle série                                              | Milo Ventimiglia                                                               | Nomination |
| 2017  | 43e cérémonie des People's Choice Awards                | Actrice préféré dans une nouvelle série                                             | Mandy Moore                                                                    | Nomination |
| 2017  | 69e cérémonie des Writers Guild of America Awards       | Meilleur scénario pour une série télévisée dramatique                               | Vera Herbert (The Trip)                                                        | Lauréat    |
| 2017  | 69e cérémonie des Writers Guild of America Awards       | Meilleur nouvelle série télévisée                                                   | This Is Us                                                                     | Nomination |
| 2017  | Seoul International Drama Awards (en)                   | Grand prix (Daesang)                                                                | This Is Us                                                                     | Lauréat    |
| 2017  | Seoul International Drama Awards (en)                   | Meilleur réalisateur                                                                | Dan Fogelman                                                                   | Nomination |
| 2018  | 75e cérémonie des Golden Globes                         | Meilleure série dramatique                                                          | This Is Us                                                                     | Nomination |
| 2018  | 75e cérémonie des Golden Globes                         | Meilleur acteur dans une série dramatique                                           | Sterling K. Brown                                                              | Lauréat    |
| 2018  | 75e cérémonie des Golden Globes                         | Meilleure actrice dans un second rôle dans une série, une mini-série ou un téléfilm | Chrissy Metz                                                                   | Nomination |
| 2018  | 20e cérémonie des Teen Choice Awards                    | Meilleure série dramatique                                                          | This Is Us                                                                     | Nomination |
| 2018  | 20e cérémonie des Teen Choice Awards                    | Meilleur acteur dans une série dramatique                                           | Sterling K. Brown                                                              | Nomination |
| 2018  | 20e cérémonie des Teen Choice Awards                    | Meilleure actrice dans une série dramatique                                         | Chrissy Metz                                                                   | Nomination |
| 2018  | 20e cérémonie des Teen Choice Awards                    | Meilleure révélation masculine/féminine                                             | Lyric Ross                                                                     | Nomination |
| 2018  | 70e cérémonie des Primetime Emmy Awards                 | Meilleure série télévisée dramatique                                                | This Is Us                                                                     | Nomination |
| 2018  | 70e cérémonie des Primetime Emmy Awards                 | Meilleur acteur invité dans une série télévisée dramatique                          | Ron Cephas Jones                                                               | Lauréat    |
| 2018  | 70e cérémonie des Primetime Emmy Awards                 | Meilleur acteur invité dans une série télévisée dramatique                          | Gerald McRaney                                                                 | Nomination |
| 2018  | 70e cérémonie des Primetime Emmy Awards                 | Meilleur acteur dans une série télévisée dramatique                                 | Sterling K. Brown                                                              | Nomination |
| 2018  | 70e cérémonie des Primetime Emmy Awards                 | Meilleur acteur dans une série télévisée dramatique                                 | Milo Ventimiglia                                                               | Nomination |
| 2018  | 24e cérémonie des Screen Actors Guild Awards            | Meilleur acteur dans une série télévisée dramatique                                 | Sterling K. Brown                                                              | Nomination |
| 2018  | 24e cérémonie des Screen Actors Guild Awards            | Meilleure distribution pour une série télévisée dramatique                          | This Is Us                                                                     | Lauréat    |
| 2018  | 18e cérémonie des BET Awards                            | Meilleur acteur dans une série dramatique                                           | Sterling K. Brown                                                              | Nomination |
| 2019  | 25e cérémonie des Screen Actors Guild Awards            | Meilleur acteur dans une série télévisée dramatique                                 | Sterling K. Brown                                                              | Nomination |
| 2019  | 25e cérémonie des Screen Actors Guild Awards            | Meilleure distribution pour une série télévisée dramatique                          | This Is Us                                                                     | Lauréat    |

## Produits dérivés

### Sorties DVD
| Intitulé du coffret   | Nombre d'épisodes | Dates de sortie     | Dates de sortie | Nombre de disques   | Nombre de disques | Société de distribution             |
| Intitulé du coffret   | Nombre d'épisodes | États-Unis (Zone 1) | France (Zone 2) | États-Unis (Zone 1) | France (Zone 2)   | Société de distribution             |
| --------------------- | ----------------- | ------------------- | --------------- | ------------------- | ----------------- | ----------------------------------- |
| This Is Us - Saison 1 | 18                | 12 septembre 2017   | 31 janvier 2018 | 5                   | 5                 | 20th Century Fox Home Entertainment |
| This Is Us - Saison 2 | 18                | 11 septembre 2018   | 6 mars 2019     | 5                   | 5                 | 20th Century Fox Home Entertainment |
| This Is Us - Saison 3 | 18                | 10 septembre 2019   | 4 mars 2020     | 5                   | 5                 | 20th Century Fox Home Entertainment |

## Adaptations
Diverses adaptations ont vu le jour, après le succès de la série originale:
Bir Aile Hikayesi, une série turque, est diffusée depuis le 9 mars 2019 sur la chaine FOX Turkey.
Dit Zijn Wij, l'adaptation néerlandaise, est diffusée sur KRO-NCRV depuis le 14 novembre 2019.
En France, TF1 a développé Je te promets, une adaptation qui est diffusée depuis 2021 avec Hugo Becker, Camille Lou, Marilou Berry, Narcisse Name et Guillaume Labbé.